# Euphorbia anachoreta
Euphorbia anachoreta là một loài thực vật có hoa trong họ Đại kích. Loài này được Svent. mô tả khoa học đầu tiên năm 1969.